# Enrico XXVII di Reuss-Gera
Enrico XXVII di Reuss-Gera (Gera, 10 novembre 1858 – Schleiz, 21 novembre 1928) fu l'ultimo principe sovrano di Reuss-Gera dal 1908 sino al 1918 e principe reggente di Reuss-Greiz dal 1908 al 1918.

## Biografia
Enrico XXVII era figlio del principe Enrico XIV di Reuss-Gera e della principessa Agnese di Württemberg.
Alla morte del padre ne ereditò il trono, ma anche la reggenza formale del principato di Reuss-Greiz, retto dalla linea primogenita della famiglia di Reuss, mantenendone il controllo dal 1908 al 1918. La linea dei Reuss-Gera aveva ottenuto il controllo sulla reggenza di questo principato in quanto Enrico XXII di Reuss-Greiz era stato dichiarato incapace di governare autonomamente.
A causa della rivoluzione tedesca scoppiata dopo la sconfitta della Germania nella prima guerra mondiale, Enrico XXVII dovette rinunciare ai propri domini, abdicando l'11 novembre 1918.

## Matrimonio e figli

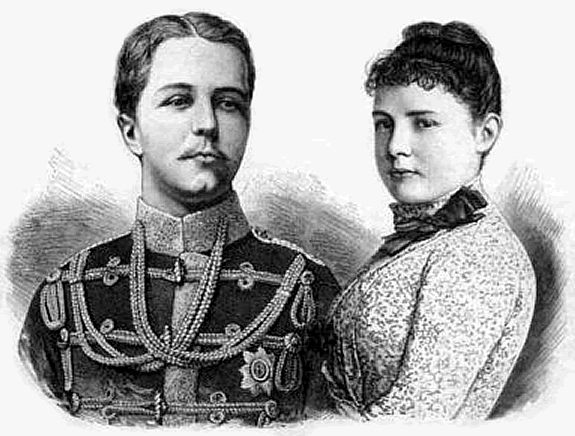
Enrico XXVII di Reuss-Gera e la moglie in un'incisione del 1884

Enrico XXVII sposò nel 1884 la principessa Elisa di Hohenlohe-Langenburg, dalla quale ebbe cinque figli:
- principessa Vittoria Feodora (1889-1918), sposò nel 1917 il duca Adolfo Federico di Meclemburgo-Schwerin
- principessa Luisa Adelaide (1890-1951)
- principe Enrico XL (1891-1891)
- principe Enrico XLIII (1893-1912)
- principe Enrico XLV (1895-1945)

Nel 1927, con la morte di Enrico XXIV, la linea dei Reuss-Greiz si estinse e la sua eredità venne raccolta da quella dei Reuss-Gera, la quale a sua volta si estinse nel 1945, lasciando la propria eredità alla linea collaterale dei principi Reuss-Köstritz.

## Ascendenza
|                                  |                                     |                                              | Genitori                                      |  |  | Nonni |  |  | Bisnonni                        |  |  | Trisnonni                       |  |
|                                  |                                     |                                              |                                               |  |  |       |  |  | 8. Enrico XLII di Reuss-Schleiz |  |  | 16. Enrico XII di Reuss-Schleiz |  |
|                                  |                                     |                                              |                                               |  |  |       |  |  | 8. Enrico XLII di Reuss-Schleiz |  |  | 16. Enrico XII di Reuss-Schleiz |  |
|                                  |                                     | 17. Cristina di Erbach-Schönberg             |                                               |  |  |       |  |  | 8. Enrico XLII di Reuss-Schleiz |  |  |                                 |  |
| 4. Enrico LXVII di Reuss-Gera    |                                     |                                              |                                               |  |  |       |  |  | 8. Enrico XLII di Reuss-Schleiz |  |  |                                 |  |
|                                  |                                     | 9. Carolina di Hohenlohe-Kirchberg           | 18. Enrico LI di Reuss-Eberdorf (= 10)        |  |  |       |  |  |                                 |  |  |                                 |  |
|                                  |                                     | 9. Carolina di Hohenlohe-Kirchberg           | 18. Enrico LI di Reuss-Eberdorf (= 10)        |  |  |       |  |  |                                 |  |  |                                 |  |
|                                  |                                     | 9. Carolina di Hohenlohe-Kirchberg           | 19. Luisa di Hoym (= 11)                      |  |  |       |  |  |                                 |  |  |                                 |  |
| 2. Enrico XIV di Reuss-Gera      |                                     | 9. Carolina di Hohenlohe-Kirchberg           |                                               |  |  |       |  |  |                                 |  |  |                                 |  |
|                                  |                                     | 10. Enrico LI di Reuss-Eberdorf              | 20. Enrico XXIV di Reuss-Ebersdorf            |  |  |       |  |  |                                 |  |  |                                 |  |
|                                  |                                     | 10. Enrico LI di Reuss-Eberdorf              | 20. Enrico XXIV di Reuss-Ebersdorf            |  |  |       |  |  |                                 |  |  |                                 |  |
|                                  |                                     | 10. Enrico LI di Reuss-Eberdorf              | 21. Carolina Ernestina di Erbach-Schönberg    |  |  |       |  |  |                                 |  |  |                                 |  |
| 5. Adelaide di Reuss-Eberdorf    |                                     | 10. Enrico LI di Reuss-Eberdorf              |                                               |  |  |       |  |  |                                 |  |  |                                 |  |
|                                  |                                     | 11. Luisa di Hoym                            | 22. Gothel Adolfo di Hoym                     |  |  |       |  |  |                                 |  |  |                                 |  |
|                                  |                                     | 11. Luisa di Hoym                            | 22. Gothel Adolfo di Hoym                     |  |  |       |  |  |                                 |  |  |                                 |  |
|                                  |                                     | 11. Luisa di Hoym                            | 23. Sofia Augusta di Stolberg-Rosla           |  |  |       |  |  |                                 |  |  |                                 |  |
| 1. Enrico XXVII di Reuss-Gera    |                                     | 11. Luisa di Hoym                            |                                               |  |  |       |  |  |                                 |  |  |                                 |  |
|                                  | 12. Eugenio Federico di Württemberg | 24. Federico II Eugenio di Württemberg       |                                               |  |  |       |  |  |                                 |  |  |                                 |  |
|                                  | 12. Eugenio Federico di Württemberg | 24. Federico II Eugenio di Württemberg       |                                               |  |  |       |  |  |                                 |  |  |                                 |  |
|                                  | 12. Eugenio Federico di Württemberg | 25. Federica Dorotea di Brandeburgo-Schwedt  |                                               |  |  |       |  |  |                                 |  |  |                                 |  |
| 6. Eugenio di Württemberg        | 12. Eugenio Federico di Württemberg |                                              |                                               |  |  |       |  |  |                                 |  |  |                                 |  |
|                                  |                                     | 13. Federica Dorotea di Brandeburgo-Schwedt  | 26. Federico Guglielmo di Brandeburgo-Schwedt |  |  |       |  |  |                                 |  |  |                                 |  |
|                                  |                                     | 13. Federica Dorotea di Brandeburgo-Schwedt  | 26. Federico Guglielmo di Brandeburgo-Schwedt |  |  |       |  |  |                                 |  |  |                                 |  |
|                                  |                                     | 13. Federica Dorotea di Brandeburgo-Schwedt  | 27. Sofia Dorotea di Prussia                  |  |  |       |  |  |                                 |  |  |                                 |  |
| 3. Agnese di Württemberg         |                                     | 13. Federica Dorotea di Brandeburgo-Schwedt  |                                               |  |  |       |  |  |                                 |  |  |                                 |  |
|                                  |                                     | 14. Carlo Ludovico I di Hohenlohe-Langenburg | 28. Cristiano Alberto di Hohenlohe-Langenburg |  |  |       |  |  |                                 |  |  |                                 |  |
|                                  |                                     | 14. Carlo Ludovico I di Hohenlohe-Langenburg | 28. Cristiano Alberto di Hohenlohe-Langenburg |  |  |       |  |  |                                 |  |  |                                 |  |
|                                  |                                     | 14. Carlo Ludovico I di Hohenlohe-Langenburg | 29. Carolina di Stolberg-Gedern               |  |  |       |  |  |                                 |  |  |                                 |  |
| 7. Elena di Hohenlohe-Langenburg |                                     | 14. Carlo Ludovico I di Hohenlohe-Langenburg |                                               |  |  |       |  |  |                                 |  |  |                                 |  |
|                                  |                                     | 15. Amalia Enrichetta di Solms-Baruth        | 30. Giovanni Cristiano II di Solms-Baruth     |  |  |       |  |  |                                 |  |  |                                 |  |
|                                  |                                     | 15. Amalia Enrichetta di Solms-Baruth        | 30. Giovanni Cristiano II di Solms-Baruth     |  |  |       |  |  |                                 |  |  |                                 |  |
|                                  |                                     | 15. Amalia Enrichetta di Solms-Baruth        | 31. Federica Luisa di Reuss-Köstritz          |  |  |       |  |  |                                 |  |  |                                 |  |
|                                  |                                     | 15. Amalia Enrichetta di Solms-Baruth        |                                               |  |  |       |  |  |                                 |  |  |                                 |  |